# Samar Oriental
Samar Oriental (en anglès Eastern Samar, en filipí Silangang Samar, en waray-waray Sidlangan nga Samar) és una província de les Filipines situada a la regió de les Visayas Orientals. Ocupa la part oriental de l'illa de Samar, i també altres illes menors. Limita amb les províncies de Samar Septentrional (al nord) i Samar (a l'oest), i està banyada pel mar de les Filipines a l'est. La capital provincial és la ciutat de Borongan.

## Població i cultura
La llengua materna de la major part de la població és el waray-waray, anomenat també samarnon, winaray, waraynon o lineyte-samarnon.

## Economia
El principal producte de la província és la copra. L'agricultura local també produeix dacsa, arròs i canya de sucre.

## Divisió administrativa
La província de Samar Oriental es compon de 22 municipis i una ciutat, subdividits alhora en 597 barangays.

### Ciutats
- Borongan

### Municipis
| - Arteche - Balangiga - Balangkayan - Can-avid - Dolores - General MacArthur - Giporlos - Guiuan | - Hernani - Jipapad - Lawaan - Llorente - Maslog - Maydolong - Mercedes | - Oras - Quinapondan - Salcedo - San Julian - San Policarpo - Sulat - Taft |